# Liste der denkmalgeschützten Objekte in Willendorf (Niederösterreich)
Die Liste der denkmalgeschützten Objekte in Willendorf enthält die denkmalgeschützten, unbeweglichen Objekte der Gemeinde Willendorf im niederösterreichischen Bezirk Neunkirchen.

## Denkmäler
| Foto |                 | Denkmal                                                       | Standort                                    | Beschreibung | Metadaten |
| ---- | --------------- | ------------------------------------------------------------- | ------------------------------------------- | --- | --- |
| ja   | Datei hochladen | Pfarrhof, ehem. Thomaskirche HERIS-ID: 80429 Objekt-ID: 94170 | Pfarrgasse 9 Standort KG: Rothengrub        | Die ehemalige Thomaskirche wurde im Zuge der Josephinischen Reformen 1783 entweiht und zum Pfarrhof umgebaut. | BDA-Hist.: Q38173749 Status: § 2a Stand der BDA-Liste: 2025-06-30 Name: Pfarrhof, ehem. Thomaskirche GstNr.: .3               |
| ja   | Datei hochladen | Schloss Strelzhof HERIS-ID: 35317 Objekt-ID: 34047            | Schloss Strelzhof 1 Standort KG: Willendorf | Eine dreigeschoßige, unregelmäßige vierflügelige Anlage aus der Mitte des 17. Jahrhunderts, die in der Mitte des 18. Jahrhunderts umgebaut wurde.                                                                         | BDA-Hist.: Q23689410 Status: Bescheid Stand der BDA-Liste: 2025-06-30 Name: Schloss Strelzhof GstNr.: .49/1 Schloss Strelzhof |
| ja   | Datei hochladen | Bildstock HERIS-ID: 80432 Objekt-ID: 94173                    | Standort KG: Willendorf                     | Die Statue des hl. Sebastian auf hoher Säule steht an der Gabelung Klammweg/Kinderheimgasse; ehemals bezeichnet mit 1713. Anmerkung: Der historische Bildstock ist völlig verwachsen und nur oben an der Figur erkennbar. | BDA-Hist.: Q38173762 Status: § 2a Stand der BDA-Liste: 2025-06-30 Name: Bildstock GstNr.: 1644/1                              |